# 平滑肌肉瘤
平滑肌肉瘤（Leiomyosarcoma, LMS），是一类病发于平滑肌肉的恶性肿瘤。
平滑肌肉瘤是一类非常罕见的癌症，它占全部软组织肉瘤的5%至10%。平滑肌肉瘤很难被预测，它可能潜伏非常长时间，而且可能会在数年后复发。这类癌症非常顽固，对化学疗法或放射疗法并不敏感。最好的治疗方式是在癌症仍然处于原位和小肿瘤时期，就对肿瘤部位及边缘健康组织进行手术切除。

## 位置
不随意肌由平滑肌肉细胞组成，它在人体很多组织中都有，包括子宫、胃部、肠、血管壁和皮肤。所以平滑肌肉瘤可能出现在身体各任何部位中（包括胸部），最常见于子宫、胃部、小肠和腹膜后腔。
子宫平滑肌肉瘤病发于子宫肌肉层的平滑肌肉中；皮肤平滑肌肉瘤则病发于皮肤组织立毛肌中；胃肠道平滑肌肉瘤则可能位于胃肠道或血管中。其他的常见部位包括有腹膜后腔、动脉、腹部器官等。因为平滑肌肉瘤可能生长于血管的肌肉组织中，因此平滑肌肉瘤可能病发于任何存在血管组织的部位。通常这类肿瘤都是软质、有出血特征，在显微镜下呈多形性并数量庞大，有异常有丝分裂特征、肿瘤细胞凝结坏疽。

## 治疗
手术是最有效也是首选的治疗平滑肌肉瘤的方法，通常切除肿瘤同时也应当包括较宽的边缘组织。如果手术边缘很小，或肿瘤切除不完全，可能会导致肿瘤细胞留存，可能有引起复发的危险。化学疗法或放射疗法可以有效提高存活率。位于子宫的平滑肌肉瘤更容易治愈。

## 相关
- 子宫肉瘤

## 外部連結
- 香港平滑肌肉瘤基金會facebook專頁